# Fredrik Frisch
Fredrik „Freddy“ Frisch (* 18. Mai 1999) ist ein deutscher Volleyballspieler.

## Karriere
Frisch begann seine Karriere bei der FT 1844 Freiburg, wo er in Jugendmannschaften ausgebildet wurde. Über die zweite Mannschaft schaffte er den Sprung in die erste Mannschaft, in der er seit der Saison 2018/19 spielt. In der Saison 2022/23 stieg Hartmann mit Freiburg als Zweitplatzierter der zweiten Bundesliga Süd in die erste Liga auf. Im DVV-Pokal 2023/24 erreichten die Freiburger das Viertelfinale und in ihrer ersten Erstliga-Saison wurden sie Zehnter.